# Super Formula seizoen 2021
Het Super Formula seizoen 2021 is het 35e seizoen van het belangrijkste Japanse formulewagenkampioenschap. Naoki Yamamoto is de verdedigend kampioen uit 2020, waarin Vantelin Team TOM'S kampioen in het teamklassement werd.
Tomoki Nojiri werd na afloop van de voorlaatste race van het seizoen op de Twin Ring Motegi uitgeroepen tot kampioen. Het is de eerste keer dat hij de klasse won.

## Teams en coureurs
| Team                         | Nr. | Coureur             | Motor  | Rondes   |
| ---------------------------- | --- | ------------------- | ------ | -------- |
| TCS Nakajima Racing          | 1   | Naoki Yamamoto      | Honda  | Alle     |
| TCS Nakajima Racing          | 64  | Toshiki Oyu         | Honda  | Alle     |
| Kondō Racing                 | 3   | Kenta Yamashita     | Toyota | Alle     |
| Kondō Racing                 | 4   | Yuichi Nakayama     | Toyota | 1-5      |
| Kondō Racing                 | 4   | Sacha Fenestraz     | Toyota | 6-7      |
| Docomo Team Dandelion Racing | 5   | Nirei Fukuzumi      | Honda  | Alle     |
| Docomo Team Dandelion Racing | 6   | Ukyo Sasahara       | Honda  | 1-2      |
| Docomo Team Dandelion Racing | 6   | Tadasuke Makino     | Honda  | 3-7      |
| carrozzeria Team KCMG        | 7   | Kazuto Kotaka       | Toyota | 1-5, 7   |
| carrozzeria Team KCMG        | 7   | Kamui Kobayashi     | Toyota | 6        |
| carrozzeria Team KCMG        | 18  | Yuji Kunimoto       | Toyota | Alle     |
| Drago Corse with ThreeBond   | 12  | Tatiana Calderón    | Honda  | 1-2, 6-7 |
| Drago Corse with ThreeBond   | 12  | Koudai Tsukakoshi   | Honda  | 3-5      |
| NTT communications ROOKIE    | 14  | Kazuya Oshima       | Toyota | Alle     |
| Red Bull Mugen Team Goh      | 15  | Hiroki Otsu         | Honda  | Alle     |
| Team Mugen                   | 16  | Tomoki Nojiri       | Honda  | Alle     |
| carenex Team Impul           | 19  | Yuhi Sekiguchi      | Toyota | Alle     |
| carenex Team Impul           | 20  | Ryō Hirakawa        | Toyota | 1-3, 5-7 |
| carenex Team Impul           | 20  | Mitsunori Takaboshi | Toyota | 4        |
| Kuo Vantelin Team TOM'S      | 36  | Kazuki Nakajima     | Toyota | 1, 6     |
| Kuo Vantelin Team TOM'S      | 36  | Giuliano Alesi      | Toyota | 2-5, 7   |
| Kuo Vantelin Team TOM'S      | 37  | Ritomo Miyata       | Toyota | Alle     |
| P.mu/cerumo・INGING          | 38  | Sho Tsuboi          | Toyota | Alle     |
| P.mu/cerumo・INGING          | 39  | Sena Sakaguchi      | Toyota | Alle     |
| B-Max Racing                 | 51  | Nobuharu Matsushita | Honda  | 2-7      |

## Races
| Ronde | Circuit                            | Datum       | Pole position       | Snelste ronde  | Winnaar        | Team                         |
| ----- | ---------------------------------- | ----------- | ------------------- | -------------- | -------------- | ---------------------------- |
| 1     | Fuji Speedway                      | 4 april     | Tomoki Nojiri       | Toshiki Oyu    | Tomoki Nojiri  | Team Mugen                   |
| 2     | Suzuka International Racing Course | 25 april    | Nirei Fukuzumi      | Hiroki Otsu    | Tomoki Nojiri  | Team Mugen                   |
| 3     | Autopolis                          | 16 mei      | Giuliano Alesi      | Tomoki Nojiri  | Giuliano Alesi | Kuo Vantelin Team TOM'S      |
| 4     | Sportsland SUGO                    | 20 juni     | Yuhi Sekiguchi      | Tomoki Nojiri  | Nirei Fukuzumi | Docomo Team Dandelion Racing |
| 5     | Twin Ring Motegi                   | 29 augustus | Tomoki Nojiri       | Yuhi Sekiguchi | Tomoki Nojiri  | Team Mugen                   |
| 6     | Twin Ring Motegi                   | 17 oktober  | Hiroki Otsu         | Toshiki Oyu    | Hiroki Otsu    | Team Mugen                   |
| 7     | Suzuka International Racing Course | 31 oktober  | Nobuharu Matsushita | Tomoki Nojiri  | Nirei Fukuzumi | Docomo Team Dandelion Racing |

## Kampioenschap

### Puntensysteem
Race
| Positie | 1e | 2e | 3e | 4e | 5e | 6e | 7e | 8e | 9e | 10e |
| Punten  | 20 | 15 | 11 | 8  | 6  | 5  | 4  | 3  | 2  | 1   |

Kwalificatie
| Positie | 1e | 2e | 3e |
| Punten  | 3  | 2  | 1  |

- Coureurs die eerste, tweede en derde werden in de kwalificatie worden aangeduid met 1, 2 en 3. Deze punten tellen enkel mee voor het kampioenschap bij de coureurs.
- Enkel de beste vijf resultaten tellen mee voor het kampioenschap.
- De race op Autopolis werd voortijdig afgebroken vanwege slechte weersomstandigheden. Aangezien minder dan 75% van de geplande race-afstand werd verreden, werden er halve punten uitgereikt.

### Coureurs
| Pos | Coureur             | FUJ | SUZ  | AUT | SUG | MOT | MOT  | SUZ | Punten      |
| --- | ------------------- | --- | ---- | --- | --- | --- | ---- | --- | ----------- |
| 1   | Tomoki Nojiri       | 1   | 12   | 5   | 6   | 1   | 53   | 3   | 86 (97)     |
| 2   | Nirei Fukuzumi      | 3   | DNF1 | 13  | 1   | DNF | 12   | 13  | 55          |
| 3   | Yuhi Sekiguchi      | 17  | 4    | 10  | 31  | 2   | 4    | 4   | 55 (55,5)   |
| 4   | Ryō Hirakawa        | 4   | 2    | DNF |     | 4   | DNF  | 2   | 46          |
| 5   | Toshiki Oyu         | 2   | 103  | 7   | 2   | 6   | 14   | 112 | 39 (41)     |
| 6   | Hiroki Otsu         | 16  | 5    | 6   | 10  | 10  | 1    | 5   | 38,5 (39,5) |
| 7   | Sena Sakaguchi      | 9   | 11   | 23  | 83  | 5   | 2    | 13  | 35,5        |
| 8   | Nobuharu Matsushita |     | 13   | 3   | 4   | 3   | 6    | 121 | 33,5        |
| 9   | Tadasuke Makino     |     |      | 14  | 52  | 7   | 3    | 9   | 25          |
| 10  | Ritomo Miyata       | 7   | 6    | 42  | 7   | 8   | 9    | 14  | 22 (24)     |
| 11  | Giuliano Alesi      |     | 9    | 1   | 9   | 16  |      | 8   | 20          |
| 12  | Ukyo Sasahara       | 53  | 3    |     |     |     |      |     | 18          |
| 13  | Naoki Yamamoto      | 6   | 8    | 9   | 12  | 12  | DNF2 | 10  | 12          |
| 14  | Sho Tsuboi          | DNF | 7    | DNF | 15  | 9   | DNF  | 16  | 6           |
| 15  | Kenta Yamashita     | 12  | 12   | 11  | 14  | 15  | 8    | 6   | 8           |
| 16  | Kazuki Nakajima     | 11  |      |     |     |     | 7    |     | 4           |
| 17  | Sacha Fenestraz     |     |      |     |     |     | 13   | 7   | 4           |
| 18  | Yuji Kunimoto       | 8   | DNF  | DNF | 13  | 11  | DNF  | 15  | 3           |
| 19  | Kazuya Oshima       | 10  | 15   | 8   | 18  | DNF | 11   | 17  | 2,5         |
| 20  | Kamui Kobayashi     |     |      |     |     |     | 10   |     | 1           |
| 21  | Mitsunori Takaboshi |     |      |     | 11  |     |      |     | 0           |
| 22  | Koudai Tsukakoshi   |     |      | 12  | 16  | DNF |      |     | 0           |
| 23  | Yuichi Nakayama     | 14  | 14   | 15  | DNF | 13  |      |     | 0           |
| 24  | Tatiana Calderón    | 13  | 17   |     |     |     | DNF  | 19  | 0           |
| 25  | Kazuto Kotaka       | 15  | 16   | 16† | 17  | 14  |      | 18  | 0           |
| Pos | Coureur             | FUJ | SUZ  | AUT | SUG | MOT | MOT  | SUZ | Punten      |

| Resultaat                     |
| ----------------------------- |
| Winnaar                       |
| Tweede plaats                 |
| Derde plaats                  |
| Gefinisht (punten)            |
| Gefinisht (geen punten)       |
| Niet geklasseerd (NC)         |
| Uitgevallen (DNF)             |
| Niet gekwalificeerd (DNQ)     |
| Gediskwalificeerd (DSQ)       |
| Niet gestart (DNS)            |
| Gewond (INJ)                  |
| Uitgesloten (EX)              |
| Teruggetrokken (WD)           |
| Niet deelgenomen (blanco cel) |
| vetgedrukt (pole position)    |
| cursief (snelste ronde)       |

### Teams
| Pos | Team                         | No. | FUJ | SUZ  | AUT | SUG | MOT | MOT  | SUZ | Punten      |
| --- | ---------------------------- | --- | --- | ---- | --- | --- | --- | ---- | --- | ----------- |
| 1   | carenex Team Impul           | 19  | 17  | 4    | 10  | 31  | 2   | 4    | 4   | 88 (96,5)   |
| 1   | carenex Team Impul           | 20  | 4   | 2    | DNF | 11  | 4   | DNF  | 2   | 88 (96,5)   |
| 2   | Docomo Team Dandelion Racing | 5   | 3   | DNF1 | 13  | 1   | DNF | 12   | 13  | 87 (91)     |
| 2   | Docomo Team Dandelion Racing | 6   | 53  | 3    | 14  | 52  | 7   | 3    | 9   | 87 (91)     |
| 3   | Team Mugen                   | 16  | 1   | 12   | 5   | 6   | 1   | 53   | 3   | 77 (85)     |
| 4   | TCS Nakajima Racing          | 1   | 6   | 8    | 9   | 12  | 12  | DNF2 | 10  | 47 (48)     |
| 4   | TCS Nakajima Racing          | 64  | 2   | 103  | 7   | 2   | 6   | 14   | 112 | 47 (48)     |
| 5   | P.mu/cerumo・INGING          | 38  | DNF | 7    | DNF | 15  | 9   | DNF  | 16  | 37,5 (39,5) |
| 5   | P.mu/cerumo・INGING          | 39  | 9   | 11   | 23  | 83  | 5   | 2    | 13  | 37,5 (39,5) |
| 6   | Kuo Vantelin Team TOM'S      | 36  | 11  | 9    | 1   | 9   | 16  | 7    | 8   | 37 (43)     |
| 6   | Kuo Vantelin Team TOM'S      | 37  | 7   | 6    | 42  | 7   | 8   | 9    | 14  | 37 (43)     |
| 7   | Red Bull Mugen Team Goh      | 15  | 16  | 5    | 6   | 10  | 10  | 1    | 5   | 35,5 (36,5) |
| 8   | B-Max Racing                 | 51  |     | 13   | 3   | 4   | 3   | 6    | 121 | 29,5        |
| 9   | Kondō Racing                 | 3   | 12  | 12   | 11  | 14  | 15  | 8    | 6   | 14          |
| 9   | Kondō Racing                 | 4   | 14  | 14   | 15  | DNF | 13  | 13   | 7   | 14          |
| 10  | carrozzeria Team KCMG        | 7   | 15  | 16   | 16† | 17  | 14  | 10   | 18  | 4           |
| 10  | carrozzeria Team KCMG        | 18  | 8   | DNF  | DNF | 13  | 11  | DNF  | 15  | 4           |
| 11  | NTT communications ROOKIE    | 14  | 10  | 15   | 8   | 18  | DNF | 11   | 17  | 2,5         |
| 12  | Drago Corse with ThreeBond   | 12  | 13  | 17   | 12  | 16  | DNF | DNF  | 19  | 0           |
| Pos | Team                         | No. | FUJ | SUZ  | AUT | SUG | MOT | MOT  | SUZ | Punten      |

| Resultaat                     |
| ----------------------------- |
| Winnaar                       |
| Tweede plaats                 |
| Derde plaats                  |
| Gefinisht (punten)            |
| Gefinisht (geen punten)       |
| Niet geklasseerd (NC)         |
| Uitgevallen (DNF)             |
| Niet gekwalificeerd (DNQ)     |
| Gediskwalificeerd (DSQ)       |
| Niet gestart (DNS)            |
| Gewond (INJ)                  |
| Uitgesloten (EX)              |
| Teruggetrokken (WD)           |
| Niet deelgenomen (blanco cel) |
| vetgedrukt (pole position)    |
| cursief (snelste ronde)       |